# Copelatus thiriouxi
Copelatus thiriouxi är en skalbaggsart som beskrevs av Peschet 1917. Copelatus thiriouxi ingår i släktet Copelatus och familjen dykare. Inga underarter finns listade i Catalogue of Life.